# Narajana
Narayana (sanskryt नारायण Nārāyaṇa, „syn prawód”, „syn (Transcendentalnego) Człowieka”) – bóstwo hinduskie, pierwotnie bóg wody, w późniejszym okresie zlał się z postacią Wisznu i Kryszny. Również syn Dharmy i apsary Urwaśi.